# Ataques iraníes de 2025 contra bases militares de los Estados Unidos
El 23 de junio de 2025, Irán atacó múltiples bases militares estadounidenses con misiles balísticos de corto y medio alcance, incluidas la Base aérea Al Udeid, en Irak y Catar, en respuesta a la Operación Martillo de Medianoche de Estados Unidos, durante la cual fueron atacadas instalaciones nucleares en Irán como parte de la Guerra entre Irán e Israel. Los ataques se produjeron después de que Catar cerrara su espacio aéreo. Emiratos Árabes Unidos, Baréin, Kuwait e Irak también cerraron sus espacios aéreos tras los ataques. En la semana previa al ataque, el consulado estadounidense en Erbil, Irak, fue objetivo de un ataque. El ataque, cuyo nombre en clave fue Operación Presagios de Victoria, fue el segundo ataque iraní contra bases militares estadounidenses, después de la Operación Mártir Soleimani en 2020. Según varias fuentes, el gobierno catarí fue informado por Irán sobre el ataque horas antes de que ocurriera.
El ataque fue condenado por varios países del Golfo. Irán advirtió que la agresión estadounidense provocaría el colapso del ejército estadounidense en la región MENA y calificó a Estados Unidos como un «régimen belicista». Arabia Saudita afirmó que el ataque de Irán fue una violación del derecho internacional. Según varias fuentes, los ataques fueron coordinados entre todas las partes, de manera similar a la respuesta al asesinato de Qasem Soleimani.

## Antecedentes

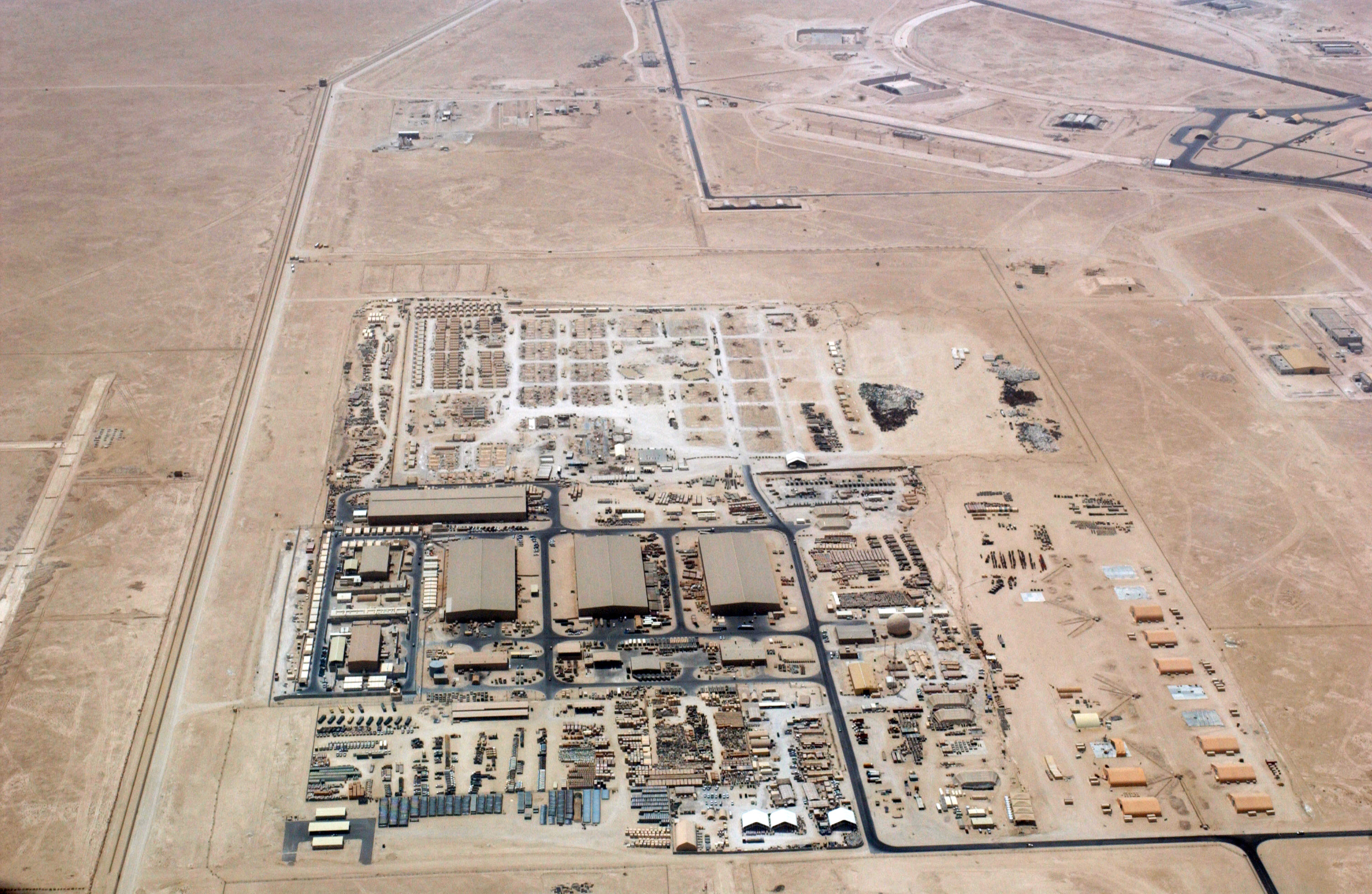
Vista aérea de «Log Town» en la base aérea de Al Udeid en 2004

Israel mantuvo una relación estrecha con la dinastía Pahlaví hasta la Revolución Islámica de 1979, cuando la monarquía fue derrocada y reemplazada por una república islámica antioccidental liderada por Ruhollah Jomeiní. Desde entonces, el gobierno teocrático de Irán ha prometido repetidamente destruir a Israel. El líder supremo iraní, Ali Khamenei, ha calificado anteriormente a Israel como un «tumor canceroso» y ha pedido su destrucción. Israel considera que el programa nuclear iraní representa una amenaza existencial, al temer que Irán desarrolle un arma nuclear. Irán había amenazado con atacar directamente a Estados Unidos mediante atentados terroristas en 2025. La inteligencia estadounidense cree que Irán estuvo detrás del intento de asesinato de Donald Trump en 2024. En la semana previa al ataque, el consulado estadounidense en Erbil, Irak, fue atacado, aunque el dron fue interceptado con éxito.
El 13 de junio de 2025, Israel lanzó una serie de ataques dirigidos contra las instalaciones nucleares de Irán y eliminó a gran parte de su liderazgo militar superior. El primer ministro israelí, Benjamín Netanyahu, citó el programa nuclear iraní como motivo del ataque. Irán ha sostenido de manera consistente que su programa nuclear tiene fines exclusivamente pacíficos y que nunca ha tenido la intención de desarrollar armas nucleares. No obstante, el país desarrolló un programa secreto de armas nucleares llamado Proyecto AMAD durante las décadas de 1980 y 1990, el cual, según evaluaciones de inteligencia estadounidenses, fue suspendido en 2003. La inteligencia estadounidense evaluó que Irán no estaba construyendo un arma nuclear y que el ayatolá Ali Jamenei no había autorizado la reanudación del Proyecto AMAD. En 2015, Irán firmó el Plan de Acción Integral Conjunto (PAIC), negociado por el presidente Barack Obama, el Consejo de Seguridad de las Naciones Unidas y Alemania, con el fin de limitar el desarrollo nuclear civil de Irán. En 2018, el presidente Donald Trump, durante su primera presidencia, suspendió la participación estadounidense en el acuerdo y reanudó las sanciones económicas contra Irán, a pesar de que la OIEA había informado que Irán estaba cumpliendo con lo estipulado. Irán respondió aumentando el nivel de enriquecimiento de uranio.
Tras el asesinato de Qasem Soleimani por parte de Estados Unidos en 2020, Irán anunció que ya no respetaría las restricciones de enriquecimiento del PAIC. Para 2021, Irán ya estaba enriqueciendo uranio al 60 % de pureza, un nivel cercano al grado militar. En marzo de 2025, la Directora de Inteligencia Nacional de EE. UU., Tulsi Gabbard, testificó que la Comunidad de Inteligencia de los Estados Unidos «continúa evaluando que Irán no está construyendo un arma nuclear y que el Líder Supremo Jamenei no ha autorizado un programa de armas nucleares».
En abril de 2025, Trump anunció el inicio de las negociaciones entre Estados Unidos e Irán sobre el programa nuclear iraní. La Casa Blanca declaró que Irán tenía dos meses para alcanzar un acuerdo, plazo que venció el día anterior a los ataques israelíes.
En mayo de 2025, el OIEA informó que Irán había acumulado 409 kilogramos (901,7 lb) de uranio enriquecido al 60 %, un nivel superior al requerido para usos civiles y cercano al grado armamentístico. En respuesta, Irán anunció una tercera instalación de enriquecimiento nuclear, que estaría bajo supervisión del OIEA.
Irán insiste en que no busca desarrollar armas nucleares, y el líder supremo iraní, Jamenei, ha declarado en reiteradas ocasiones que existe una fatwa (edicto religioso) que prohíbe el desarrollo de dichas armas.
El comandante del Mando Central de Estados Unidos (CENTCOM), Michael Kurilla, advirtió el 10 de junio de 2025 que Irán podría producir uranio de grado armamentístico en una semana; sin embargo, las agencias de inteligencia estadounidenses no coincidían entre sí en la estimación, y algunos analistas sostenían que Irán podría desarrollar la bomba en un plazo de entre siete meses y un año.
El 12 de junio, un día antes de que se produjeran los ataques israelíes, el OIEA declaró por primera vez en veinte años que Irán no cumplía con sus obligaciones nucleares.

## Ataque
Alrededor de las 19:39 hora local, Irán lanzó misiles contra la base militar estadounidense de Al-Udeid.  Los funcionarios estadounidenses dijeron que el bombardeo incluyó misiles balísticos de corto y mediano alcance. Se escucharon explosiones en Doha, la capital de Catar. Las publicaciones en las redes sociales mostraron misiles cruzando el cielo.
Un funcionario del Departamento de Defensa de Estados Unidos dijo que sus defensas aéreas en Catar interceptaron 13 misiles iraníes, mientras que a otro se le permitió estrellarse sin causar daño fuera del objetivo. El Ministerio de Defensa de Qatar afirmó que había interceptado los misiles y que el ataque no provocó víctimas. Los medios de comunicación iraníes describieron el ataque como «devastador».
Después del ataque, la Guardia Revolucionaria de Irán emitió un comunicado diciendo que el ataque era una represalia a la «agresión militar» estadounidense contra el programa nuclear «pacífico» de Irán: un misil por cada bomba estadounidense lanzada sobre las instalaciones nucleares de Irán.
La Casa Blanca confirmó los ataques con misiles. El presidente Donald Trump convocó a su equipo de seguridad nacional para discutir los acontecimientos. Los funcionarios estadounidenses pusieron los activos militares en alerta máxima y expresaron su disposición a responder.
Estados Unidos activó los sistemas de defensa aérea en la base Aérea Al Asad en Irak. La agencia de noticias iraní Mehr News Agency afirmó que Irán también había disparado misiles contra las fuerzas estadounidenses en Irak,  pero la afirmación fue refutada por otras fuentes.

## Reacciones

### Irán
Tras los ataques, los Cuerpos de la Guardia Revolucionaria Islámica emitieron un comunicado en el que afirmaron que cualquier nueva agresión por parte de Estados Unidos conduciría al «colapso» de la presencia militar estadounidense en la región. Asimismo, calificaron las bases estadounidenses en la zona como «puntos débiles clave y el talón de Aquiles de este régimen belicista».

### Catar
Catar condenó enérgicamente el ataque iraní contra la Base aérea Al Udeid en su territorio, y agregó que las defensas aéreas cataríes «frustraron con éxito el ataque e interceptaron los misiles iraníes». Catar también declaró que se reserva el derecho de «responder directamente, de forma proporcional a la naturaleza y magnitud de esta agresión flagrante».

### Comunidad internacional
Arabia Saudita condenó «en los términos más enérgicos» el ataque iraní en Catar, calificándolo como «una violación flagrante del derecho internacional». Los Emiratos Árabes Unidos también condenaron a Irán y expresaron su solidaridad con Catar.